# Anxhela Peristeri
Anxhela Peristeri (prononcé en albanais : [andʒɛla pɛɾisteɾi]), parfois connue sous le mononyme Anxhela, est une chanteuse albanaise née le 24 mars 1986 à Korçë en Albanie. Elle représente l'Albanie au Concours Eurovision de la chanson 2021 à Rotterdam aux Pays-Bas, avec sa chanson Karma.

## Jeunesse
Anxhela Peristeri naît le 24 mars 1986 à Korçë, alors en Albanie socialiste (actuelle Albanie), dans une famille de confession orthodoxe orientale. À la fin de ses études secondaires qu'elle effectue à Tirana, elle part en Grèce, où elle participe à la version grecque de X Factor. Du fait de sa nationalité albanaise, Anxhela raconte avoir subi des discriminations xénophobes durant cette période.

## Carrière
En décembre 2001, elle participe à la quarantième édition du Festivali i Këngës, avec sa chanson Vetëm ty të kam, et ne gagne pas.

En décembre 2016, elle prend part au concours Kënga Magjikë avec sa chanson Genjështar, qui la porte à la deuxième place. Elle y participera à nouveau en 2017, avec sa chanson E çmendur, et sort gagnante. Après un an d'absence, elle participe une troisième fois au festival, lors de sa 21e édition, avec sa chanson Dikush i imi et termine troisième.

En octobre 2020, le radiodiffuseur national RTSH annonce qu'elle fait partie des vingt-six artistes présélectionnés pour pariciper à la cinquante-neuvième édition du Festivali i Këngës, avec sa chanson intitulée Karma. Le 23 décembre 2020, Anxhela remporte la finale du Festival et devient par conséquent la représentante albanaise au Concours Eurovision de la chanson 2021 à Rotterdam aux Pays-Bas, avec sa chanson Karma. Elle participe à la seconde demi-finale le jeudi 20 mai 2021, où elle se qualifie à la 10e place, puis à la finale le samedi 22 mai où elle finit 22e avec 76 points.

## Discographie

### Albums
- Anxhela për ju (2004)

### Singles
- Vetëm ty të kam (2001)
- 1001 djem (2004)
- Hej Ti (2005)
- Sonte dridhuni (featuring Big Man) (2005)
- Femer Mediatike (2014)
- Ai Po Iken (2014)
- Bye Bye (featuring Marcus Marchado) (2015)
- Ska Si Ne (avec Aurel, Blerina & Erik) (2015)
- Si Po Jetoj (2015)
- Llokum (featuring Gold AG & LABI) (2016)
- Genjeshtar (2016)
- Qesh (avec Aurel Thëllimi) (2017)
- I Joti (2017)
- E Çmendur (2017)
- Insanely in Love (featuring Kastriot Tusha) (2018)
- Shpirti ma di (2018)
- Pa Mua (2018)
- Muza Ime (avec Mateus Frroku) (2019)
- Maraz (2019)
- Shpirt i Bukur (2019)
- Dikush i imi (2019)
- Ata (avec Sinan Vllasaliu) (2020)
- Dashni (2020)
- Lujta (2020)
- Karma (2020)